# Sädesfältet
Sädesfältet (engelska: The Cornfield) är en oljemålning av den engelske konstnären John Constable. Den målades 1826 och ingår sedan 1837 i National Gallerys samlingar i London.
Målningen visar en pojke, en fåraherde, som lagt sig ner i gräset vid en å för att dricka. Den lilla landsvägen slingrar sig fram i ett sommarlandskap mellan East Bergholt i Suffolk och Dedham i Essex. Det var en trakt som Constable ofta avbildade och som han kände väl; han var född i East Bergholt och gick i skolan i Dedham. Att Constable revolutionerade landskapsmåleriet i en realistisk riktning betydde inte att hans måleri var verklighetstroget. Tvärtom tog han sig stora friheter i sin konst och byn i bakgrunden har inte kunnat lokaliseras. Denna somriga målning tillkom under vintern 1826 i konstnärens ateljé i London.  
Constable ställde ut målningen på Royal Academy of Arts i maj 1826 där den blev prisad, men till konstnärens stora besvikelse inte såld. Strax efter konstnärens död 1837 inköptes den för National Gallerys räkning; den blev då den första tavlan av Constable i brittiska statens ägo.